# Jagny-sous-Bois
Jagny-sous-Bois ist eine französische Gemeinde mit 272 Einwohnern (Stand: 1. Januar 2022) im Département Val-d’Oise in der Region Île-de-France; sie gehört zum Arrondissement Sarcelles und zum Kanton Fosses (bis 2015: Kanton Luzarches). Die Einwohner werden Johannisiens genannt.

## Geographie
Jagny-sous-Bois liegt etwa 25 km nordnordöstlich von Paris. Umgeben wird Jagny-sous-Bois von den Nachbargemeinden Lassy im Norden, Le Plessis-Luzarches im Nordosten, Bellefontaine im Osten, Châtenay-en-France im Süden, Mareil-en-France im Westen sowie Épinay-Champlâtreux im Nordwesten.

## Bevölkerungsentwicklung
| Jahr                      | 1962 | 1968 | 1975 | 1982 | 1990 | 1999 | 2006 | 2013 |
| Einwohner                 | 184  | 195  | 183  | 179  | 218  | 224  | 257  | 249  |
| Quelle: Cassini und INSEE |      |      |      |      |      |      |      |      |

## Sehenswürdigkeiten
Siehe auch: Liste der Monuments historiques in Jagny-sous-Bois
- Kirche Saint-Léger, Mitte des 16. Jahrhunderts erbaut, seit 1980 Monument historique
- Aussichtsturm

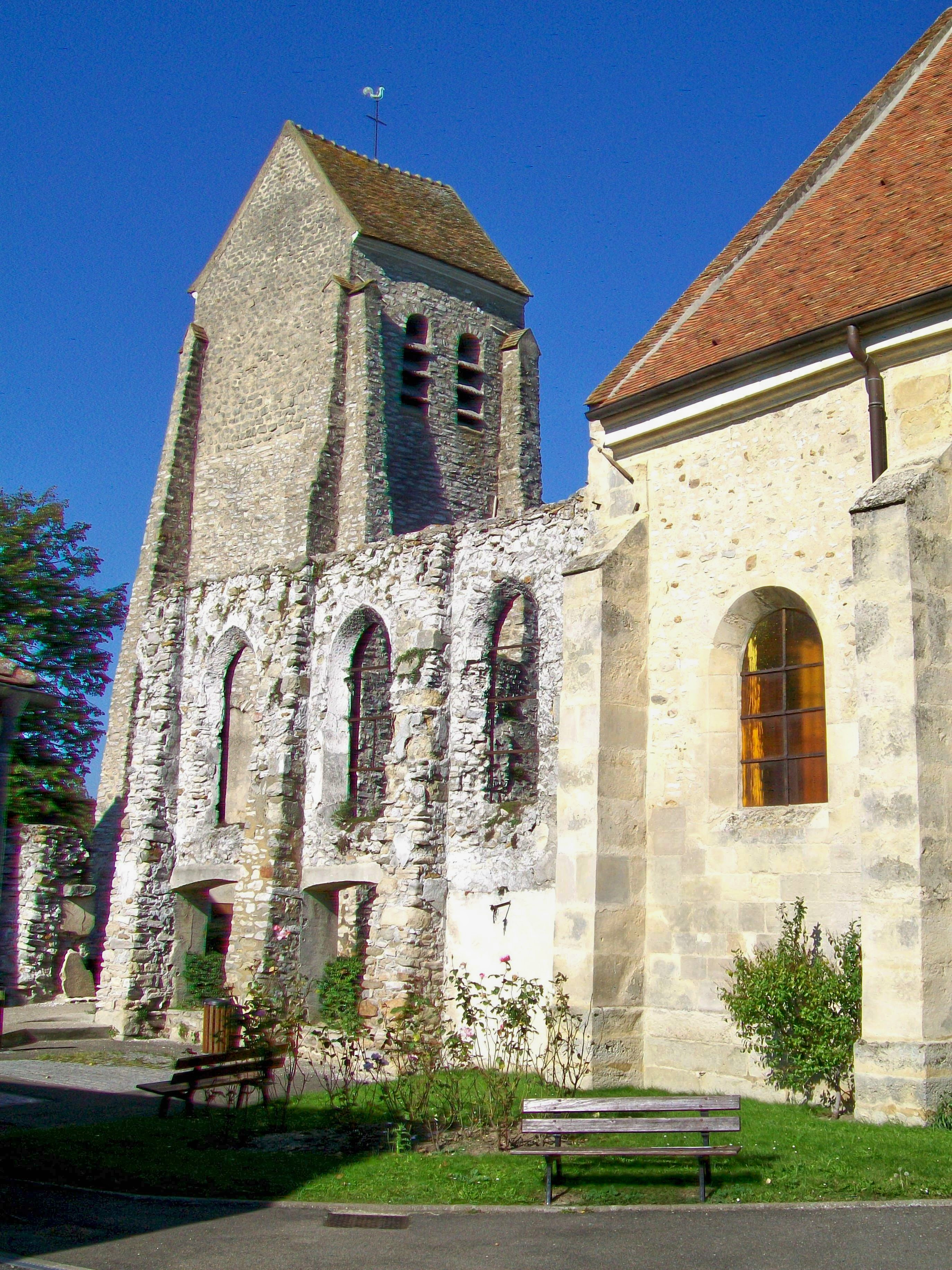
Kirche Saint-Léger
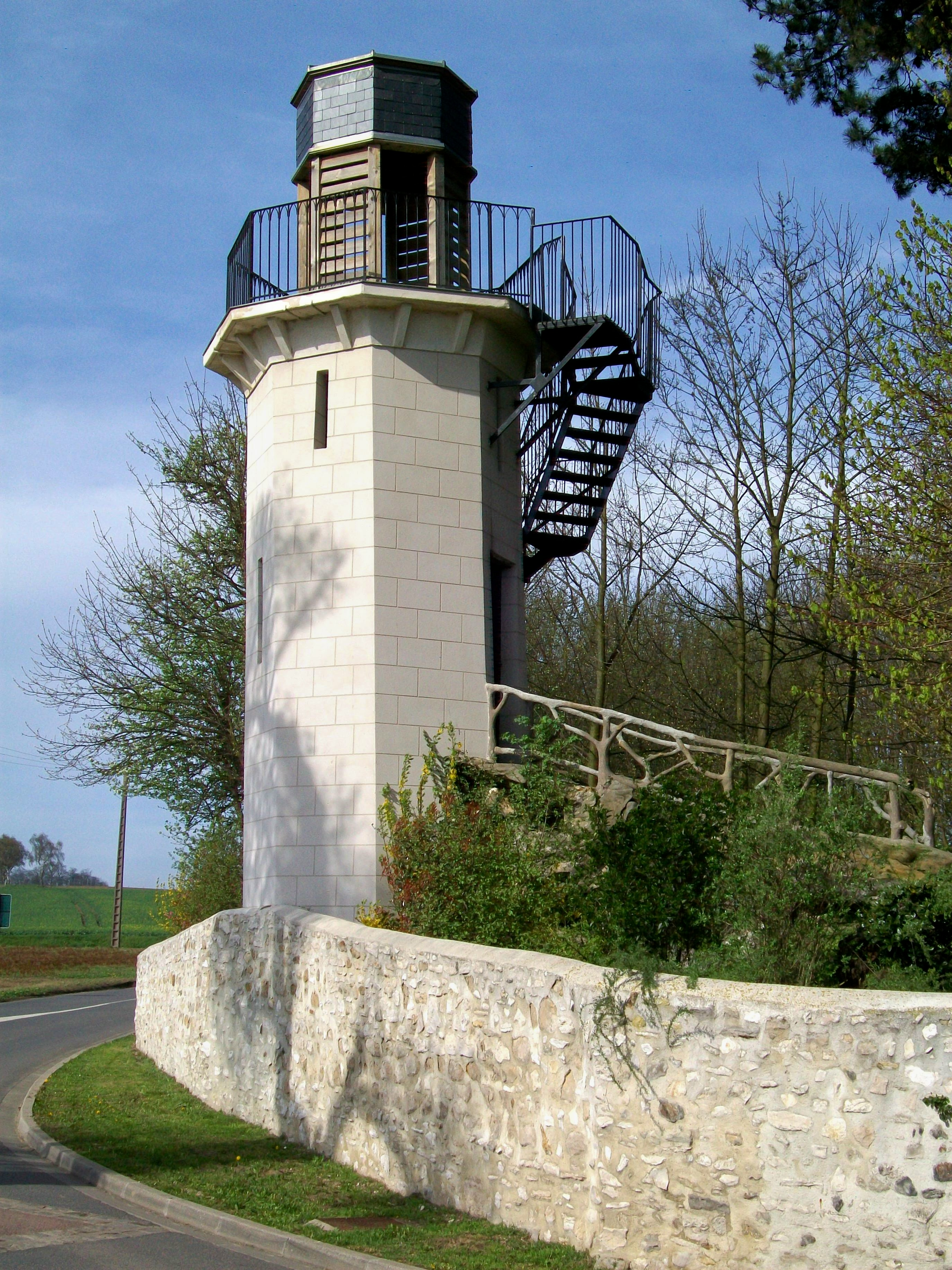
Aussichtsturm